# Callisto dai Libri
Callisto dai Libri (Verona, inizi degli anni 1480 – Verona, tra il 1539 e il 1541) è stato un pittore italiano.
Figlio del miniaturista Francesco dai Libri e fratello minore del più celebre Girolamo dai Libri. Poco o nulla si sa della sua vita e della sua attività; è citato come "depentor" e "maestro" rispettivamente nelle anagrafi del 1514 e 1529. La sua unica opera certa risale al 1524-1526 ed è la doratura, compiuta insieme al fratello Girolamo, della pregevole cornice ove è inserta la pala di Francesco Bonsignori Madonna in gloria e i santi Giuliana, Sebastiano e Biagio per l'altare maggiore della cappella di San Biagio della chiesa dei Santi Nazaro e Celso. Ciò è attestato in un documento, oggi perduto, della compagnia di San Biagio che aveva commissionato l'opera in cui è riportato che "Calisto so fradello pictori de San Polo lavorarono a San Nazaro e dipingendo e indorando".
È probabile che per tutta la vita fosse stato l'aiutante del fratello, alcune miniature conservate al museo di Castelvecchio e attribuire alla bottega dei Dai Libri potrebbero essere state realizzate proprio da Callisto in quanto non certamente opera del padre o di Girolamo ma di un "aiuto di una certa capacità".